# КК Цедевита Јуниор
КК Цедевита Јуниор је хрватски кошаркашки клуб из Загреба.

## Историја
Клуб је основан 14. августа 1991. у загребачком насељу Ботинец. Основала га је мала група ентузијаста, а клуб је назван „КК Ботинец“. На почетку клуб је играо на спољашњим бетонским теренима, али се ускоро сели у халу школе у Ботинцу. Клуб се кратко 1992. звао „КК Стрибор“, али је убрзо вратио име насеља. Већ 1993. клуб прелази у дворану у Трнском. Тамо је играо квалификације за 2. лигу, али је тада уместо њих пролаз изборио млади клуб из Велике Горице, КК Медиа.
Честим изменама такмичарског система, КК Ботинец 1994. игра Б-1 Хрватску лигу, а већ 1995. клуб добива првог јаког спонзора, фирму Хирон, те се име клуба мења у „КК Хирон Ботинец“. Велики искорак клуба догађа се 1998. када Хирон Ботинец као првопласирана екипа улази у А-2 Хрватску кошаркашку лигу. Клуб се 2000. из Трнског сели у дворану Сутинска врела, а већ годину дана касније клуб улази у Прву лигу.
Прва сезона у елитном друштву Хирон Ботинцу доноси и најбољи резултат — 5. место, иза Цибоне, Задра, Сплита и Загреба. Клуб се стабилизовао у Првој лиги, па сезону касније игра и у Европи. У ФИБА купу испада тек у четвртфиналу, јачи је био каснији победник, Мителдојчер из Лајпцига. Након неколико сезона, клуб истиче још већу амбицију, скорији улазак у регионалну Јадранску лигу. У сезони 2005/06. Атлантик Група улази у клуб као генерални спонзор, а клуб мења име у „КК Цедевита“. Дана 25. јуна 2009. из руководства Јадранске кошаркашке асоцијације (AБA) стигла је вест да је управни одбор регионалне лиге позивницу за учешће у НЛБ лиги 2009/10. доделио Цедевити. У својој прво сезони у Јадранској лиги, клуб је заузео седмо место.
Цедевита је у током свог постојања освојила пет титула првака Хрватске, седам пута је била освајач Купа Хрватске, а има и освојен један Суперкуп Јадранске лиге. У Јадранској лиги, Цедевита је четири пута стигла до финала али је сва четири пута била поражена. У Еврокупу најбољи резултат је било треће место у сезони 2010/11.
У јулу 2019. Цедевита се спојила са љубљанском Олимпијом, и тако оформила нови клуб под именом Цедевита Олимпија чије је седиште у Љубљани.

## Успеси

### Национални
- Првенство Хрватске:
  - Првак (5): 2014, 2015, 2016, 2017, 2018.
  - Вицепрвак (3): 2011, 2012, 2019.
- Куп Хрватске:
  - Победник (7): 2012, 2014, 2015, 2016, 2017, 2018, 2019.
  - Финалиста (3): 2013, 2022, 2023.

### Међународни
- Еврокуп:
  - Треће место (1): 2011.
- Јадранска лига:
  - Финалиста (4): 2012, 2014, 2015, 2017.
- Суперкуп Јадранске лиге:
  - Победник (1): 2017.

## Учинак у претходним сезонама
| Сез.     | Првенство Хрватске | Куп Хрватске | Регионално такмичење                 | Европско такмичење                        |
| -------- | ------------------ | ------------ | ------------------------------------ | ----------------------------------------- |
| 2009/10. | Полуфинале ПО      | Полуфинале   | Јадранска лига — 7. место            | Еврочеленџ — Топ 32                       |
| 2010/11. | Вицепрвак          | Полуфинале   | Јадранска лига — 7. место            | Еврокуп — 3. место                        |
| 2011/12. | Вицепрвак          | Победник     | Јадранска лига — Финалиста           | Еврокуп — Топ 32                          |
| 2012/13. | Полуфинале ПО      | Финалиста    | Јадранска лига — 6. место            | Евролига — Топ 24                         |
| 2013/14. | Првак              | Победник     | Јадранска лига — Финалиста           | Еврокуп — Топ 32                          |
| 2014/15. | Првак              | Победник     | Јадранска лига — Финалиста           | Евролига — Топ 24 Еврокуп — Осмина финала |
| 2015/16. | Првак              | Победник     | Јадранска лига — Полуфинале ПО       | Евролига — Топ 16                         |
| 2016/17. | Првак              | Победник     | Јадранска лига — Финалиста           | Еврокуп — Топ 16                          |
| 2017/18. | Првак              | Победник     | Јадранска лига — Полуфинале ПО       | Еврокуп — Топ 16                          |
| 2017/18. | Првак              | Победник     | Суперкуп Јадранске лиге — Победник   | Еврокуп — Топ 16                          |
| 2018/19. | Вицепрвак          | Победник     | Јадранска лига — Полуфинале          | Еврокуп — Топ 16                          |
| 2018/19. | Вицепрвак          | Победник     | Суперкуп Јадранске лиге — Полуфинале | Еврокуп — Топ 16                          |
| 2021/22. | Четвртфинале ПО    | Финалиста    | —                                    | —                                         |
| 2022/23. | Полуфинале ПО      | Финалиста    | —                                    | —                                         |
| 2023/24. | —                  | Полуфинале   | Друга Јадранска лига — 12. место     | —                                         |

## Познатији играчи
- Лукша Андрић
- Лука Бабић
- Станко Бараћ
- Марино Баждарић
- Миро Билан
- Немања Гордић
- Донтеј Дрејпер
- Микаел Желабал
- Андрија Жижић
- Владо Илијевски
- Вонтиго Камингс
- Рикардо Марш
- Дамјан Рудеж
- Матјаж Смодиш
- Марко Томас
- Роко Укић

## Познатији тренери
- Јуриј Здовц
- Божидар Маљковић
- Александар Петровић
- Јасмин Репеша